# Sinaka
Sinaka is een bestuurslaag in het regentschap Kepulauan Mentawai van de provincie West-Sumatra, Indonesië. Sinaka telt 2095 inwoners (volkstelling 2010).